# ロバイエ州
ロバイエ州（フランス語: Lobaye、サンゴ語: Lobâye）は、中央アフリカ共和国の州。州都はムバイキ。人口は約35万人（2021年推計）。

## 歴史
1946年10月16日に地域（Territory）として創設され、1961年1月23日に州となった。1974年頃に州西部の5,250平方キロメートルが分離し、サンガ・ムバエレ州を形成した。

## 地理
国土の南部に位置し、南をコンゴ民主共和国およびコンゴ共和国と接する。

## 都市
ムバイキのほかに、ボダやモンゴンバなどの都市がウバンギ川に沿ってある。

## 住民
住民の多くはコーヒー農家である。

## 隣接州
- オンベラ・ムポコ州
- バンギ州
- 南ウバンギ州
- リクアラ県
- サンガ・ムバエレ州
- マンベレ州

## 下位行政区画

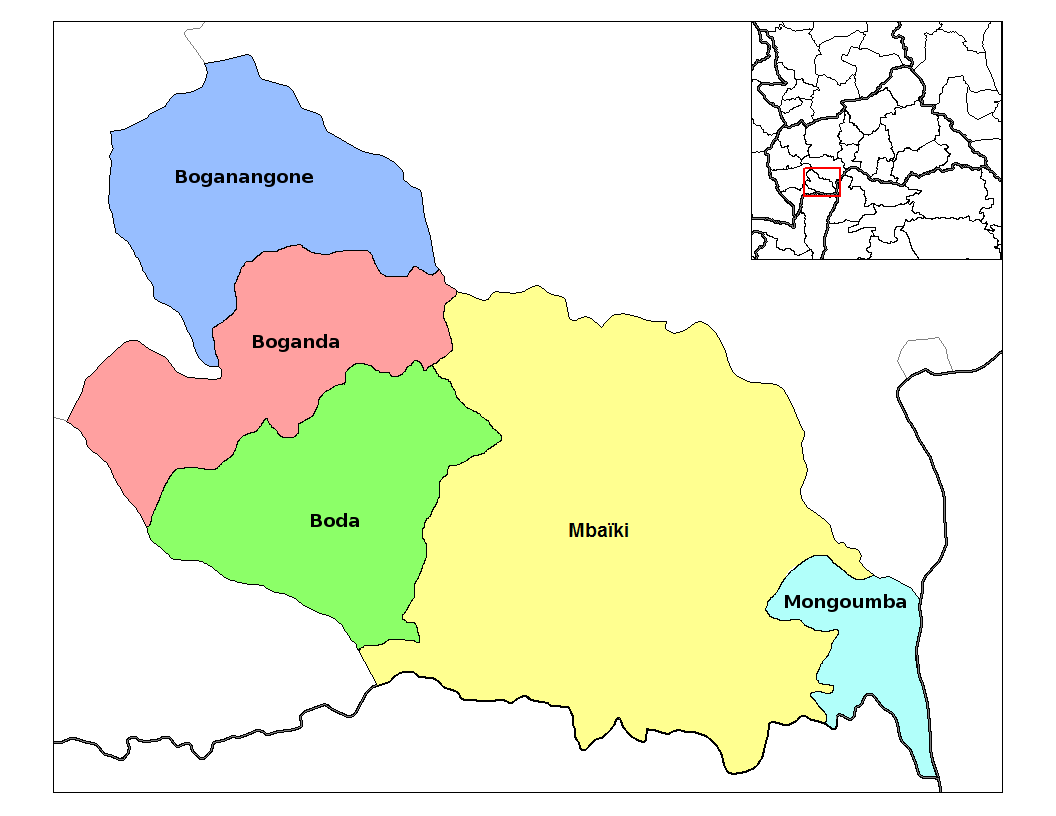
ロバイエ州の郡

2021年以降は6郡から成る。
- ボダ（フランス語版）
- ボガナンゴン（フランス語版）
- ボガンダ（フランス語版）
- ムバイキ
- モンゴンバ（フランス語版）
- Moboma-Loko

## 著名人
- ダヴィド・ダッコ (中央アフリカ共和国初代及び第3代大統領)